# Knochenhemmung
Die Knochenhemmung dient der Führung von biologischen Gelenken. Die zu einem Gelenk gehörenden Teile würden ohne Führung nahezu jede Bewegung zulassen, z. B. auch das weite Entfernen oder Verschieben der Gelenkteile. Dieser Möglichkeit wirkt u. a. auch die Knochenhemmung entgegen und ermöglicht so eine gezielte Führung der Gelenkteile mit wohldefinierten Freiheitsgraden.
Beispiel: Das Olecranon der Elle taucht bei der Streckung des Ellenbogens in die knöcherne Grube des Oberarmbeins ein und wirkt dort durch knöcherne Hemmung einer weiteren Streckung entgegen.
Weitere Führungsmöglichkeiten von Gelenken sind:
- Bandhemmung
- Muskelhemmung
- Weichteilhemmung